# Super Pig (mangá)
Super Pig (愛と勇気のピッグガール とんでぶーりん, Ai to Yūki no Piggu Gāru Tonde Būrin) é um mangá criado por Taeko Ikeda para a revista de mangá Ciao. Uma série animada do mangá foi criada no estúdio da Nippon Animation e transmitida no Japão pela TBS entre 9 de setembro de 1994 e 26 de agosto de 1995. No total, foram produzidos 51 episódios.
No Brasil, a série animada foi exibida pela Fox Kids e Rede Globo. Em Portugal, a série animada foi exibida pela SIC sob o nome de Super Porca.

## Sinopse
O anime conta a história de Kassie Carlen (Karin Kokubu no original), uma menina que encontra um porco amarelo chamado Iggy, quando dirigia-se até a escola Stanley Ringo Jr. O porco é, na verdade, um alienígena, que entrega à Kassie o "Porcompacto", que permite a ela transformar-se na heroína suína Super Pig. O treinamento de Kassie é parte da aprovação de Iggy para se tornar rei de Oinko (Buuringo). A cada boa ação feita como heroína, Kassie recebe uma pérola mágica. Após juntar 108 destas pérolas, Kassie poderia escolher uma nova transformação além da forma de porca, e Iggy torna-se o rei de Oinko.

## Personagens
- Kassie Carlen: é a protagonista, tem 14 anos. Tem bom coração e é apaixonada pelo seu colega de classe Lance. Transforma-se em Super Pig através do Porcompacto e falando as palavras mágicas "Super Pig vou ser, e o direito defender; que não me faltem a verdade e o saber. Pelos poderes do porco!". Participa do clube de tênis de sua escola.
- Super Pig: Lutando pela verdade e o saber com os poderes do porco vive a defender seus amigos e os cidadãos de Banburger Hills. A porquinha na verdade é Kassie, que não pode usar os poderes de Super Pig para proveito próprio nem contar a ninguém, senão acaba se transformando em porquinha para sempre. A cada boa ação ganha uma ou mais pérolas, juntando 108 pérolas pode se transformar no que quiser.
- Iggy Pig (Tonraariano terceiro /Ton-Chan no original): veio à Terra com a missão de encontrar alguém para se tornar a Super Pig. Precisa mostrar que é capaz de governar Oinko (Buuringo) como seu pai. Gosta de maçãs. Entende bem o latim suíno. É conselheiro de Kassie, apesar de as vezes parecer mais infantil do que ela.
- Lance Romero: é o capitão do time de futebol da escola, parece ser insensível ao sentimento das garotas. Acaba se apaixonando pela Super Pig.
- Prudence Plumm: Melhor amiga de Kassie, é quem dá conselhos sentimentais. Gosta de estudar. Tem um sono muito pesado. É uma ótima jogadora de tênis, gosta de Radford, mas tem uma quedinha por Harley, que não gosta de admitir. Participa do clube de tênis de sua escola.
- Penny Round:é uma boa cozinheira, é também apaixonada por Lance; tem ciúmes da Super Pig, pois sabe que Lance a ama.
- Milton Massen: é o nerd da turma, sua diversão é estudar, fazer cálculos e pesquisas no computador. Gosta da Penny.
- Harley Hoover: Melhor amigo de Lance, faz parte do clube de futebol e gosta de Penny. Praticamente ignora o amor de Prudence por ele. Adora comer e viver aventuras.
- Radford Tammack: É um ótimo jogador de tênis, muito popular entre as garotas, principalmente da escola, ganha o coração de Heather. Na verdade o que quer mesmo é o coração da Kassie, no entanto não é correspondido.
- Heather Kuroha Hobwarsh: Exibida, adora mostrar que é melhor que os outros. Filha de um empresário muito rico, consegue tudo menos o amor de Radford. Heather acha que Kassie gosta de Radford e vive pegando no pé dela. Adora jogar tênis. Também adora ser presidente de tudo.
- KC: é o irmão mais novo de Kassie, fã número 1 da Super Pig.
- Ken Carlen: Pai de Kassie e TK, se acha o melhor repórter de Banburger Hills, é um perseguidor da Super Pig (sem nem imaginar que ela é sua filha).
- Ginger Flame (Cutey Chao no original): Heroina da tv que a Kassie admira e quer se transformar quando conseguir as 108 pérolas.
- Nanako Tateishi: Enfermeira do ginásio Stanley Ringo Jr. onde Kassie estuda, também gosta da Ginger Flame e se parece muito com ela.
- Professor Fowley Fatback: Professor da sala 1-3, classe de Kassie no ginásio Stanley Ringo Jr., também treina o time de futebol da escola. Tem uma queda pela enfermeira Nanako. Adora tradições japonesas.
- Petúnia (Buutan no original): Também é conhecida como Cora Coragem é uma lutadora que usa uma fantasia de Super Pig em suas lutas, pois admira muito a porquinha heroína. É grata a Super Pig por ter ajudado-a a vencer uma luta muito importante contra Lady Tempol (campeã mundial).
- Theo (Tonraariano segundo no original): Theodorix Pig é o pai de Iggy e rei de Oinko. Há dois mil anos veio a Terra treinar Ramico(Hamiko) a grande e antiga Super Pig, e se tornou o rei de Oinko. Se comunica com Kassie e Iggy através do "porcompacto", é quem envia a Kassie pérolas de Oinko.
- Três Porquinhos: Vivem a cantar cada emoção diferente de Kassie ou um de seus amigos e interferir nos fatores climáticos, fazendo nevar, chover, ventar, fazer sol ou nublar o céu. Mudam os emblemas de suas barriguinhas de acordo com a situação.

## Itens da heroína
- Andador: É o que Super Pig usa para se locomover, na hora da transformação, de Oinko até a Terra.
- Boneca de Ramico: prevê o futuro para Kassie.
- Focinho de porco: Cada Super Pig tem um, feito de materiais diferentes ao decorrer dos anos, já foi feito de pedra, madeira e vidro. O modelo de Kassie é feito de borracha e é acionado por uma frase mágica, quando é colocado no rosto transforma Kassie em Super Pig. É guardado no "Porcompacto", para que sempre fique fofinho e com energia. Cada Super Pig só tem direito a um focinho, em caso de quebra ou perda não poderá mais se transformar.
- Porcompacto: Também conhecido é como Dream Tonpact e Compact Pig. Mostra quem está em perigo e guarda o focinho que transforma Kassie em Super Pig. Também serve de comunicador com o pai de Iggy (Théo).
- Porta pérolas: guarda as pérolas conseguidas pela heroína durante suas boas ações
- Laço: o laço que Super Pig usa na cabeça vira uma espada, dentre outros itens.

## Episódios
#1 - "Iggy, o príncipe porquinho". Kassie aceita ser Super Pig, conhece Iggy e Theo. Número de pérolas: 1.
#2 - "Um a zero para a Super Pig". Super Pig ajuda o time de futebol de sua escola a ganhar dos Jaguars, que estão trapaceando. Número de pérolas: 5.
#3 - "No amor e no tênis vale tudo". Kassie desafia Heather numa partida de tênis em duplas. Kassie briga com Prudence e Super Pig treina com Prudence. Kassie e Prudence se reconciliam e vencem o jogo, mas Super Pig perde pérolas por usar seus poderes em proveito próprio. Número de pérolas: 3.
#4 - "A lutadora". Kassie conhece Cora Coragem (Petúnia), uma lutadora, e a ajuda em seus treinos. Super Pig substitui Cora por um tempo na luta, que depois entra e vence a disputa. Número de pérolas: 5.
#5 - "Gincana esportiva". Acontece uma gincana entre as escolas e Kassie ganha na corrida. Depois, Super Pig chega um pouco atrasada pra participar da gincana e com a ajuda de Lance ganha no cabo de força. Número de pérolas: 7.
#6 - "A busca pelo focinho mágico". Durante uma escavação, Kassie encontra uma antiga boneca Ramiko, que dá pistas para encontrar um focinho de porco, usado antigamente para a transformação em Super Pig. Em uma caverna, ela e Ig encontram o focinho, porém a boneca é soterrada após o desmoronamento da caverna. Kassie deixa cair o focinho, que quebra. Número de pérolas: 11.
#7 - "Cara a cara". Kassie, Prudence e KC vão a um show da Ginger Flame e um ladrão aparece. Super Pig salva a todos e Ginger Flame a elogia. Número de pérolas: 16.
#8 - "Exercício e comida, uma boa pedida". Kassie come muita comida, dizendo que precisa de proteínas. Ela então fica fora de forma e começa a pular refeições e fazer exercícios. Acaba ficando fraca e volta a comer normalmente. Lance diz que ela fica muito mais bonita quando se alimenta direito. Número de pérolas: 17.
#9 - "Correndo da chuva". Kassie tem a ideia de realizar uma corrida de carros movidos à luz solar. A classe dela participa do evento e monta um carro no formato de Super Pig, tendo Lance como piloto. Toda hora que Kassie pega seu porcompacto pra se transformar e ajudar em alguma coisa, nuvens de chuva cobrem o sol e os carros param. Para salvar a piloto Nanako, ela se transforma e uma tempestade despenca, porém Lance consegue vencer a corrida mesmo assim. Iggy explica que, nessa época, os três porquinhos mandam chuva para a Super Pig. Número de pérolas: 18.
#10 - "Superstar". Ken Carlen persegue Super Pig para descobrir onde ela mora, e acaba esquecendo de ajudar Kassie com a matemática. Kassie não consegue se destransformar, pois bateu em vários prédios. Após se esborrachar em mais um prédio, ela consegue voltar a ser Kassie e seu pai a ajuda nos estudos. Número de pérolas: 19.
#11 - "Confusão virtual". Kassie e seus amigos fazem uma casa mal-assombrada para uma festa em sua escola. Heather cuida dos fantasmas e da neve de holograma mas acaba causando um curto-circuito. Super Pig acaba com os fantasmas e ela e Lance são eleitos Rainha e Rei da festa. Número de pérolas: 20.
#12 - "Problemas psíquicos". Harley acha que tem poderes extra-sensoriais e alardeia isso a todos, mas é porque Super Pig o ajuda sem ele saber; porém ele acaba descobrindo a verdade. Número de pérolas: 21.
#13 - "Trabalho de equipe". Theo avisa que, quando voltar, Super Pig terá que ter 50 pérolas. Super Pig trabalho duro, porém quando Theo volta ela tem apenas 40 pérolas. Ela e Iggy passam pela prova prática aplicada por Theo e conseguem mais tempo. Theo retorna e vê que ela tem 48 pérolas; ele e diz que Iggy não conseguiu e terá de ir embora. Kassie e Iggy choram e Theo, comovido, os perdoa. Número de pérolas: 48.
#14 - "Luz, câmera, ação". A turma decide ajudar Milton a fazer um filme para salvar o clube de cinema. Lance inventa um roteiro  em que Super Pig e Kassie são protagonistas. Elas de tem trocar de personalidade toda hora, o que acaba criando uma confusão. Milton faz o filme sozinho e consegue um grande sucesso. Número de pérolas: 49.
#15 - "Limpando a natureza". Penny propõe à classe que limpem a margem do rio, mas só Kassie vota a favor. Mesmo assim, as 2 vão em frente. Kassie falta aos treinos de tênis e Heather diz que ela será expulsa. Ela volta a treinar e Penny continua o trabalho sozinha, porém acaba se machucando perto de um incêndio. Super Pig a salva e todos ajudam a limpar a margem do rio. Número de pérolas: 52.
#16 - "Presentes e muita classe". É o último dia de aula. Kassie faz um cachecol para Lance mas não tem coragem de entregar. Ela planeja uma festa, mas ele diz que não poderá ir. Na festa de Heather, Milton tem dor de barriga. Kassie sai da festa pra se encontrar com Lance no parque, mas precisa ajudar Milton.Super Pig o leva ao hospital e encontra Lance lá. Ele conta que o médico havia lhe dito que ele não poderia mais jogar futebol, mas havia se enganado. Kassie o encontra e entrega o cachecol. Neva, e os 2 se divertem. Número de pérolas: 53.
#17 - "O que o horóscopo dirá hoje?". Kassie prefere consultar o horóscopo no porta-pérolas, que lhe dá boas notícias, do que a boneca Ramiko. Ela não leva seu guarda-chuva e Lance divide o dela com ela. Eles ficam com vergonha e Lance deixa o guarda-chuva com ela e segue outro caminho. Seu porta-pérolas lhe diz que ela não deve sair de casa, mas Lance e Harley estão em perigo. Ela diz que não acredita mais nas previsões e os salva, mas perde 3 pérolas por cada previsão que consultou. Número de pérolas: 35.
#18 - "Dia de Ano Novo". Kassie convida seus amigos para um jantar em sua casa. Iggy se sente abandonado e vai embora. Kassie o procura por todo lugar e não o encontra, porém ele acaba voltando. Ela percebe o quanto ele é importante pra ela. Número de pérolas: 36.
#19 - "A briga pela enfermeira". Kassie e seus amigos vão aprender a patinar para participar de uma competição. Super Pig salva várias pessoas que ficaram presas no teleférico. Ela ajuda o prof. Fowley a mostrar seus sentimentos. Kassie classifica sua turma para o campeonato. Fowley não consegue se declarar s a Nanako. Número de pérolas: 37.
#20 - "A super semente". Para participar do clube de horticultura (em que estão apenas Lance e Penny), Kassie planta uma semente encontrada em seu quarto. Iggy diz que perdeu uma semente de seu planeta, mas Kassie não diz nada. A planta toma conta da sala de aula e Super Pig a come. Kassie é aceita no clube. Número de pérolas: 38.
#21 - "Emoções na montanha russa". Kassie e seus amigos vão ao parque Kuroha. Penny fica com medo dos brinquedos e Kassie diz que ela está atrapalhando. Kassie é repreendida pelos outros e sai correndo, e confessa pra si mesma que tem inveja de Penny. Esta última vai na montanha-russa pra provar que tem coragem, mas o brinquedo sai do controle e Super Pig a salva. Penny e Kassie se tornam amigas. Número de pérolas: 39.
#22 - "Amor à moda suína". Iggy se apaixona por Prudence e lhe manda vários presentes. Kassie desconfia que Prudence e Harley se gostam. Iggy fica com ciúmes e coloca cachorros pra correr atrás de Harley. Super Pig o salva e dá uma bronca em Iggy, que desiste de Prudence. Número de pérolas: 40.
#23 - "Dia dos namorados". Super Pig é obrigada a entregar os chocolates das garotas para os garotos. Penny não quer entregar seus chocolate a Lance pois sabe que Kassie também gosta dele, mas Super Pig lhe diz que ela deve entregar sim e não ligar pra isso. Penny concorda. Prudence entrega chocolate para Harley e Kassie entrega a Lance um chocolate no formato de Super Pig que ela mesma fez. Número de pérolas: 41.
#24 - "Lago bem cuidado não cria gelo". Ken, Kassie e seus amigos vão a um lago onde se acredita que haja a trilha do amor. Super Pig recebe poderes especiais e com eles cria a trilha. Número de pérolas: 46.
#25 - "Tradições familiares". Kassie e seus amigos fazem bonecos da Super Pig para o Festival de Bonecas Tradicionais. A mãe de Kassie os ajuda e os convida pra uma festa, mas Kassie se irrita e diz que é crescida. A Sra. Carlen fica chateada. Kassie não encontra sua mãe, mas Super Pig a encontra e descobre que ela é especial. Kassie e seus amigos ganham um prêmio por originalidade no festival. Kassie diz a sua mãe que vai manter a tradição das bonecas e aceita o convite pra festa. Número de pérolas:  47.
#26 - "Meu rival, eu mesmo". Billy Condor exagera nos treinos e machuca o pulso. Chateado por não poder jogar contra seu rival, ele treina Super Pig para substituí-lo. Heather a desafia para uma partida e Super Pig perde, pois precisou fazer um salvamento e estava muito cansada.O pulso de Billy melhora e ele revela que seu rival era ele mesmo. Número de pérolas: 48.
#27 - "Iggy, eu encolhi a porquinha". O disco de Super Pig começa a piscar após um salvamento. Ela tenta ir embora mas os fotógrafos pedem mais fotos. Ela aceita, mas seu disco desaparece com ela. Iggy é avisado de que Super Pig encolheu e a procura até encontrá-la. Theo lhes tira pérolas e Kassie volta a seu tamanho normal. Número de pérolas: 18.
#28 - "A primeira festa de KC". Kassie acha que Debie Din (amiga de KC) e KC se gostam. Debie Din fica com ciúmes da Super Pig por causa do fascínio que KC tem por ela. Os amigos de Kassie armam um plano para KC se passar por herói, mas tudo dá errado e Debie Din odeia mais mais Super Pig e fica de mal com KC. Depois Super Pig salva a ambos de ladrões e eles fazem as pazes. Número de pérolas: 19.
#29 - "Pérolas para os porcos". Kassie e seus amigos viajam ao Havaí. Eles conhecem Camoamoa, que elogia Kassie. Lance fica com ciúmes e Radfor com raiva. Radfor surfa para se exibir e quase se afoga, mas é salvo por Super Pig. Ela vê uma pérola grande e tenta pegá-la, mas a ostra morde sua capa. Iggy a solta e pergunta se ela queria a pérola, e ela diz que não. Depois a ostra a morde novamente pois ela tenta pegar o controle remoto de Heather que caiu na ostra. Ela sobe à superfície e todos pensam que ela é um tubarão e tentam cacá-la. Super Pig aparece e se solta, acabando com a confusão, mas não ganha pérolas pois mentiu. Número de pérolas: 19.
#30 - "Pig boa, Pig má".Camoamoa e a turma vão à floresta verificar se é verdadeira a lenda sobre Iahá, pois Kassie comprou um amuleto dele numa loja que desapareceu. Na floresta, todos desaparecem menos Kassie, que encontra a dona da loja. Ela diz que também já foi Super Pig e lhe entrega uma antigo porcompacto. Fora da floresta Kassie descobre que todos estão à salvo e Camoamoa dá uma festa. Kassie fica sabendo que a dona da loja era a tataravó de Camoamoa e que já havia morrido. Theo lhes conta que aquela senhora havia abusado de seus poderes como Super Pig e os havia perdido, e que devia ter más intenções com Kassie. Número de pérolas: 20.
#31 - "Pig política". Heather é candidata a presidente do Conselho estudantil da escola, juntamente com outros candidatos. Mas acontece tanta propina e corrupção que Super Pig precisa caçar os corruptos. Na eleição ninguém quer votar em Heather, que fica furiosa.  Super Pig diz a todos que Heather realmente se interessou em ser presidente e que isto animou todos. Eles concordam e Heather ganha a eleição. Número de pérolas: 21
#32 - "O despertar do amor". Kassie e seus amigos levam Milton ao jardim de cerejeiras de Heather para dar-lhe um tratamento de choque, pois ele tem ataques quando uma flor de cerejeira cai nele. Super Pig salva uma cerejeira de ser cortada por Heather, pois ela não dava flores, mas a árvore floresce de repente. Milton perde o medo das cerejeiras e sua vergonha, e pergunta a Penny se ela quer ser sua namorada. Ela diz que está feliz em serem amigos, e Harley fica com raiva.  Número de pérolas: 22.
#33 - "Tudo está dentro da sua cabeça". A gripe do feno atinge a cidade. Super Pig fica doente e acaba causando acidentes por causa de seus fortes espirros. Seus amigos tentam curá-la, mas nada adianta. Iggy lhe entrega um capacete anti-alergia, mas ela diz que não o usará pois parecerá uma idiota. Ela lhe entrega o porcompacto e pede pra ele ser a Super Pig por um tempo. Ele se recusa. Um incêndio acontece e logo é apagado, mas Iggy não aparece. Milton fica em perigo e Iggy entrega a Kassie e o porcompacto e o capacete, e diz que vai ensiná-la a usar o capacete, mas ela não espera e sai voando. Após enfrentar dificuldades para usar o capacete ela consegue salvar Milton. Quase todos melhoram da gripe. Número de pérolas: 23.
#34 - "Carpas voadoras". O time de futebol vai mal, e Fowley dá a ideia de estender as flâmulas das carpas para atrair sorte. Todos aceitam a ideia e penduram várias flâmulas. Super Pig os lembra que devem trabalhar em equipe e dar o melhor de si; O time vence o jogo. Número de pérolas: 24.
#35 - "Dançando por dólares". Kassie é raptada por ninjas contratados pela tia de  Radfor, pois ela pensa que Kassie e Radfor vão se casar antes de seu filho Bradfor, herdando a propriedade que ela e Bradfor vivem. Tudo isto porque Heather escreveu uma carta de amor para Radfor, que achou que a carta fosse de Kassie.Kassie consegue fugir se transformando em Super Pig. Bradfor e Radfor fazem um acordo em que o ganhador da dança tradicional herdará a propriedade. Bradfor vence e Heather revela que ela escreveu a carta. Número de pérolas: 25.
#36 - "O segredo do sushi". Kassie e seus amigos vão ajudar os pais do Fowley em sua plantação de arroz. Ele lhes mostra uma estátua antiga que simboliza a pessoa que antigamente dava barras energéticas aos trabalhadores. Iggy descobre que a estátua é da Super Pig, e que há um caminho secreto atrás dela. Kassie segue o caminho e encontra uma roupa que a antiga Super Pig usava pra dançar e animar os trabalhadores, e coloca a roupa e toca para seus amigos, fazendo-os trabalhar mais rpaidamente e bem. Número de pérolas: 30.
#37 - "Lance apaixonado". Lance diz a Super Pig que a ama e quer namorar com ela. Ela diz que vai pensar. Kassie fica confusa e tenta ser mais atraente para Lance e lhe mostrar que a Super Pig tem defeitos. Ele acaba percebendo que a Super Pig não teria tempo para ele e decide continuar como amigo. Número de pérolas: 31.
#38 - "O emblema, 1ª parte". Milton vê o planeta Oinko pelo telescópio e conta a todos que viu uma estrela super nova em forma de maçã. Todos se reúnem `noite para ver. Milton se afasta do grupo e tropeça em uma placa com o símbolo da família Tammack (um coração com um círculo em volta), quebrando-a e criando um portal pelo qual Milton é sugado. Todos saem para procurá-lo. Super Pig entra no portal que a leva para outras dimensões e lugares que possuem o emblema. Ela encontra Milton, olha pra trás e de repente ele se transforma num monstro, mas ela o salva e o leva de volta à dimensão deles. Eles juntam o emblema e a dimensão se fecha. Número de pérolas: 39.
#39 - "O emblema, 2ª parte". Super Pig decide investigar o emblema. Ela quebra o emblema da casa da tia de Radfor, abrindo o portal para a outra dimensão. Radfor é sugado e Super Pig e Iggy o salvam e consertam o emblema. Iggy lê na meia do criador do emblema da família uma mensagem de uma Super Pig dizendo que na outra dimensão foi guardado o mal, e se o emblema for quebrado o mal pode fugir. Número de pérolas: 44.
#40 - "Vivendo de lembranças". Kassie descobre que a avó de Harley sabe muito sobre a Super Pig. Ela e seus amigos vão ao esconderijo da avó e descobrem que ela tem vários objetos sobre a Super Pig. A avó lhe diz que há muito tempo conheceu um porco que lhe ofereceu a oportunidade de ser a Super Pig e ela recusou, porém se isso acontecesse novamente ela aceitaria. Os amigos de Kassie resolvem investigar quem é a Super Pig. Kassie se desespera. Número de pérolas: 47.
#41 - "Teoria do Milton". Milton acha que Kassie é a Super Pig, pois elas nunca aparecem juntas. A turma não acredita muito, mas desconfia. Querendo provar que não é a Super Pig, Kassie se mete em confusões, o que faz Milton suspeitar ainda mais. A mãe de Kassie faz várias fantasias de Super Pig e as distribuiu, o que confunde Milton. Só que as fantasias ftinham com rabo de coelho, o que Milton logo descobre e continua a desconfiar de Kassie. Uma Super Pig aparece nesse momento. Número de pérolas: 50.
#42 - "Crise de identidade". Super Pig não usa mais seus poderes, apenas tecnologia e dinheiro para salvar ou prevenir as pessoas de se machucarem. Seus amigos acham que ela está muito mudada. Eles veem 2 Super Pig ao mesmo tempo e não sabem quem é a original. Kassie fica triste por sua família gostar mais da nova Super Pig, mas acaba salvando esta, que revela-se como Heather. Ela confessa que se fez passar por Super Pig pois Radfor gosta da porquinha. Número de pérolas: 51.
#43 - "Histórias assustadoras". Kassie e seus amigos levam um lanche para o Sr. Fowley, pois ele está vigiando a escola à noite. Ele os manda embora mas eles resolvem ficar e se dividir em duplas para procurar fantasmas. Kassie fica de dupla com Milton, mas ela se separa dele e vai investigar debaixo do palco da escola. Lá ela encontra um emblema da família Tammack e o esconde. Seus amigos vão a esse mesmo lugar e Super Pig os assusta. Harley acaba achando o emblema que Kassie escondeu atrás de uma caixa. Super Pig e Fowley tentam esconder o emblema novamente, mas Heather os expulsa. Todos veem o poema que Fowley escreveu na parede há muito tempo atrás para um antigo amor. Número de pérolas: 52.
#44 - "Achado não é roubado". Kassie perde seu porcompacto e não conta pra Iggy. este, enquanto está carregando o focinho, percebe que o mesmo está seco, e diz a Kassie que ela deve fechar bem o porcompacto senão o focinho secará totalmente em 24 horas. Ela se desespera a conta a verdade. Eles ficam aflitos e Super Pig passa a noite toda procurando o porcompacto mas não o encontra. Na escola Kassie vê que Heather está com o porcompacto. Kassie tenta pegá-lo várias vezes, mas não consegue. Quando Heather vê que a Super Pig realmente precisa do objeto, devolve a ela. Theo lhes tira 1 pérola pelo descuido. Número de pérolas: 51.
#45 - "Super Pig vs Ginger Flame". Super Pig faz vários salvamentos e consegue muitas pérolas. Theo lhe pergunta que heroina ela gostaria de ser quando conseguir as 108 pérolas, e ela lhe mostra a Ginger Flame. Theo a transforma na heroina para um treinamento. Theo e Iggy ficam tristes pois ela não quer continuar sendo Super Pig. Seus amigos estão em perigo, mas ela ainda não tem superpoderes. Ela volta a ser Super Pig e os salva. Kassie fica chateada pois seus amigos preferem a Super Pig do que a Ginger Flame. Número de pérolas: 76.
#46 - "Sabotagem". Iggy diz a Kassie que ela só está interessada em ganhar pérolas para ser logo a Ginger Flame, e diz que irá atrapalhá-la para ela não ganhar mais pérolas. No meio de um salvamento ela descobre que está sem suas armas e que o culpado é Iggy. Eles brigam e Kassie acha suas armas escondidas junto com um álbum do iggy com fotos dos dois e percebe que o adoro. Theo aconselha Iggy a aproveitar seu tempo com Kassie, pois sabe que o filho gosta dela. Eles se reconciliam. Número de pérolas: 79.
#47 - "O aniversário da Heather". A turma vai na mansão de Heather para o aniversário dela. Ela ganha vários presentes, mas seus pais não aparecem. Ela fica triste e se lembra do tempo em que sempre estava com eles.Ela taca o diamante que eles lhe deram de presente na água, pois queria de presente a presença deles. Super Pig resgata a joia e o mordomo revela que ela faz parte de uma coroa que será dada a Heather quando ela se casar, e que isso foi planejado por seus pais desde que ela nasceu. Heather fica feliz. Durante uma confusão, a turma acaba indo no porão, que também tem um emblema da família Tammack.
#48 - "O outro lado". Heather resolve investigar o emblema e o quebra. Um portal se abre e todos são sugados para outra dimensão. Kassie diz que tudo é perigoso, mas a turma segue em frente. Ela os aconselha a não olhar pra trás. Heather e Radfor se separam do grupo, que entra num lago. Kassie diz a Lance que é perigoso. Ele olha pra trás e um monstro o agarra. Ela desenha o emblema em volta de si, vira Super Pig e salva Lance. Heather olha pra trás e inconsciente, come uma flor e vira um monstro. Radfor diz que a ama e o monstro sai dela. Super Pig diz a todos para saírem de lá. Na dimensão original, o mordomo vê o emblema quebrado e o conserta, o que faz com que o portal se feche.
#49 - "A corrida para salvar a cidade". Super Pig faz força e abre o portal, quebrando o emblema. Eles voltam para o porão. Lance vê que Kassie não está com eles e quer voltar para salvá-la. Kassie aparece e ele a abraça. Os monstros fogem pelo portal. Super Pig distribui emblemas em papel para serem colados em vários lugares. Kassie encontra Lance na escola colando os emblemas. Kassie coloca um emblema na carteira de Lance. Ele vê e ela disfarça. Os monstros atacam a escola. Kassie tenta fugir pra se transformar, mas Lance a segura e diz que o caminho é para o outro lado. Ela tenta fugir novamente, mas Lance diz que é melhor ficarem todos juntos. Acontece um desmoronamento e ele a protege, mas as saídas ficam bloqueadas e não há um esconderijo para ela se transformar. O monstro se aproxima e ela não sabe o que fazer.
#50 - "A hora da verdade". Kassie diz a seus amigos que ela é a Super Pig, e se transforma. Ela os salva e conta que nunca mais poderá voltar a ser Kassie, pois agora todos sabem seu segredo. Lance se sente culpado e sai correndo. Os monstros tomam 4 dos 7 símbolos, e Ramiko lhes diz que eles precisam procurar outras 6 Super Pig. Super Pig diz a Lance que ela só queria que ele gostasse dela como ela era, e agora quer que ele goste dela como ela é. Ele diz que gosta dela, e ela diz que sempre gostou muito dele. Um monstro aparece e põe a Super Pig em perigo. Lance come as flores do mal para o monstro entrar nele. Ele diz que é egoísta pois sempre deixou tudo pra Super Pig resolver. Ele acaba percebendo que é uma boa pessoa, pois tentou ajudar. Ele vence o monstro e Super Pig diz que precisa de sua ajuda pra encontrar as 6 Super Pig.
#51 - "É difícil dizer adeus". A turma encontra uma inscrição em latim suíno, e segue as indicações para encontrar as outras 6 Super Pig. Eles as encontram e elas tentam proteger o último símbolo que ainda não foi quebrado, senão será o fim. Os monstros se juntam em um só e Super Pig/Kassie come a flor do mal para que o monstro entre nela e ela o leve de volta à outra dimensão. As outras Super Pig se espalham para ajudarem a turma a consertar os outros símbolos. Super Pig/Kassie é sugada para a outra dimensão e Iggy lhe diz que se ela não sair de lá em 5 minutos ficará presa para sempre. Lance diz que vai ajudá-la, mas Iggy diz que ele que deve ir, pois tem poderes especiais. Ele diz pra fecharem os emblemas em 5 minutos mesmo se ele e a Super Pig/Kassie não voltarem. Ele entra na dimensão e faz o desenho do emblema em volta da Super Pig, fazendo com que o monstro saia dela. Todos fecham os emblemas, menos Lance, que quer esperar eles voltarem. Eles voltam e Lance fecha o emblema, prendendo o mal na outra dimensão. Prudence vê Lance e Super Pig chorando, e começa a chorar também, porque não verão mais Kassie. Theo aparece e dá várias pérolas a Super Pig, totalizando 108. Iggy lhe diz que ela não quer ser Ginger Flame, mas voltar a ser a Kassie. Theo diz que tudo bem, mas que ela precisa dizer adeus à Super Pig e a eles. Ela diz que não pode desistir, que quer continuar defendendo a verdade e o saber. Iggy diz que seus amigos fizeram isso sem serem a Super Pig. Ela concorda e pede pra voltar a ser Kassie. Theo a transforma de volta e ela se despede dele e de Iggy. A vida volta ao normal.
(FIM)

## Abertura
Letra da abertura no Brasil (traduzida da versão dos EUA, não tem nada a ver com a versão original "Ai wa Kakko Warui"):
Quando alguma coisa está errada
ela vem nos ajudar
vem voando, vem depressa
ela vem pra nos salvar
Super Super Pig
Super Super Pig
Super Super Pig
Super Super Pig
se alguém corre perigo
grita logo por socorro
se um trem cai num abismo
ela sempre está presente
Super Super Pig
Super Super Pig
Super Super Pig
Super Super Pig
Super Super Super Super PIG!!!

## Dublagem Brasileira
Estúdio: Herbert Richers
- Kassie Carlen / Super Pig na voz de Adriana Torres
- Prudence na voz de Christiane Monteiro
- Milton na voz de Christiano Torreão
- Radford na voz de Hermes Baroli
- Lance na voz de José Leonardo
- KC na voz de Luiz Sérgio Vieira
- Penny na voz de Mabel Cezar
- Iggy na voz de Pedro Eugênio
- Harley na voz de Peterson Adriano
- Heather na voz de Sylvia Salustti